# Colonia Buenos Aires, Puente de Ixtla
Colonia Buenos Aires är en ort i Mexiko.   Den ligger i kommunen Puente de Ixtla och delstaten Morelos, i den sydöstra delen av landet, 90 km söder om huvudstaden Mexico City. Colonia Buenos Aires ligger 928 meter över havet och antalet invånare är 235.
Terrängen runt Colonia Buenos Aires är platt norrut, men söderut är den kuperad. Runt Colonia Buenos Aires är det ganska tätbefolkat, med 214 invånare per kvadratkilometer. Närmaste större samhälle är Puente de Ixtla, 0,66 km sydväst om Colonia Buenos Aires. Omgivningarna runt Colonia Buenos Aires är en mosaik av jordbruksmark och naturlig växtlighet.